# 663467 Limeishu
663467 Limeishu è un asteroide della fascia principale. Scoperto nel 2007, presenta un'orbita caratterizzata da un semiasse maggiore pari a 2,795465 UA e da un'eccentricità di 0,235616, inclinata di 10,775463° rispetto all'eclittica.
È dedicato a Li Mei-shu, pittore e scultore taiwanese. 